# Епархия Ауки
 Епархия Ауки (лат. Dioecesis Aukina) — епархия Римско-католической церкви c центром в городе Ауки, Соломоновы Острова. Епархия Ауки входит в митрополию Хониары. Кафедральным собором епархии Ауки является собор святого Августина.

## История
17 декабря 1982 года Римский папа Иоанн Павел II выпустил буллу Qui quattuor, которой учредил епархию Ауки, выделив её из архиепархии Хониары.

## Ординарии епархии
- епископ  Gerard Francis Loft (5.12.1983 — 19.10.2004);
- епископ Christopher Cardone (19.10.2004 — по настоящее время).

## Источник
- Annuario Pontificio, Ватикан, 2007
- Булла Qui quattuor  (лат.)